# かのこちゃんとマドレーヌ夫人
『かのこちゃんとマドレーヌ夫人』 は、日本の小説家である万城目学の長編小説。ちくまプリマー新書の一巻として書き下ろされた。第143回直木三十五賞候補作品で、同賞史上初めての新書の候補作である。

## 概要
出会いと別れを小学校1年生の主人公とその飼い猫の目線でつづっている。「関西三部作」と呼ばれた特定の土地に絡めた今までの作品と違い、土地に絡めた話はないものの、『鹿男あをによし』の後日譚だと思わせるエピソードがある。

## あらすじ
プロローグ
ある朝、いつもの空き地で猫の集会が開かれている。マドレーヌは皆の愚痴の聞き役に徹している。解散して自宅に帰ると、かのこちゃんが学校に行くところだった。
第一章・かのこちゃん
かのこちゃんが小学校に入学する前年の9月、マドレーヌがかのこちゃんの家に来た。かのこちゃんは小学校に入学し、すずちゃんと刎頸の友になる。
第二章・マドレーヌ夫人
小学校に入って最初の夏休み、すずちゃんがかのこちゃんの家に遊びに来る。かのこちゃんのおばあちゃんが使っていた茶室でお茶会をしている二人の様子を、玄三郎とマドレーヌは見守っていた。
9月になり、マドレーヌがかのこちゃんの家に来てから一年経った。夫である玄三郎と初めて会ったゲリラ豪雨の日の事などを話していると、マドレーヌは急に眠くなる。目を覚ますとマドレーヌにとんでもない事態が起こる。
第三章・かのこちゃんとすずちゃん
かのこちゃんは夏休みの自由研究としてマドレーヌのお散歩地図を作る。そして二学期が始まりプール最終日、すずちゃんからインドに引越す事を告げられる。また、サポーターのかとりさんからある事を頼まれる。
しばらくして玄三郎がガンにかかっている事が判明する。両親は玄三郎を家の中に入れて様子を見ようと言うが、かのこちゃんは「二匹は夫婦だから引き離したら可哀想」と反対する。両親もかのこちゃんの言い分を受け入れ、今まで通り外で飼う事にする。その夜、神社のお祭りでかのこちゃんはすずちゃん父子に会い、二人はお祭りを回りながら色々な話をし、お別れの時はお互い泣かずに別れようと約束する。その後、すずちゃんは日本を旅立ち、その四日後に玄三郎が十三年の生涯を終える。
第四章・かのこちゃんとマドレーヌ夫人
玄三郎が亡くなってから六日目の朝、マドレーヌは猫の集会に行く。普段は聞き役のマドレーヌだが、皆がマドレーヌに一度話をしてほしいと頼み、あるオスの老犬とメス猫、その飼い主である人間の女の子の話を語り、皆その話に感動する。マドレーヌは家に帰ってから、三日前にかのこちゃんが話した事、そして玄三郎との最後の夜を思い返す。
エピローグ
玄三郎が亡くなって六日。かのこちゃんが夏休みに作ったマドレーヌのお散歩地図が、一年生の自由研究代表に選ばれた。学校から帰ってすぐ庭じゅうを見渡すが、マドレーヌの姿はどこにもなかった。三日前にマドレーヌと交わした約束、先生に新たな写真をお散歩地図に貼ってもらおうと考えていた時、ずっと抜けそうで抜けなかった下の歯が抜ける。

## 主な登場人物
かのこちゃん
小学校1年生。元気で好奇心旺盛な女の子。家で犬の玄三郎と猫のマドレーヌを飼っている。名前の由来はお父さんが久々に鹿に会って娘が生まれる事を話したら、「かのこ」と名付けるよう勧められたから。
マドレーヌ夫人
アカトラの猫。かのこちゃんが小学校に入学する前年の9月、ゲリラ豪雨に遭いとっさに飛び込んだのが玄三郎の犬小屋だった。それからかのこちゃんの家で飼われている。かのこちゃんの家に来るまでは、自由気ままに町から町へと移る生活をしていた。
玄三郎
かのこちゃんの家の飼い犬で13歳。かのこちゃんのお母さんがお嫁に来る前から飼われていた。今までで一番美味しかった食べ物は、死んだおばあさんが「大明神が枕元に立ったお祝い」とくれた赤身の生肉。
すずちゃん
かのこちゃんのクラスメート。かのこちゃんは初めて会った時からすずちゃんに一目置いていた。その後すれ違いを経て親友になるが、お父さんの仕事の都合でインドに引っ越す事になる。
かとりさん
近所に住む年輩の女性。かのこちゃんが通う小学校の地域サポーターとして、時々授業の補助をしている。
和三盆
グレーのキジトラ。猫の集会のリーダー的存在。
ミケランジェロ
三毛猫
キャンディー
白に黒のブチ模様。御年14歳で、最近急に痴呆症状が進行した。